# Omicidio!
Omicidio! (Murder!) è un film del 1930 diretto da Alfred Hitchcock, con protagonisti Herbert Marshall e Norah Baring.
Contemporaneamente sullo stesso set Hitchcock girò lo stesso film ma con attori tedeschi, tra cui Alfred Abel e Olga Tschechowa. Il film in lingua tedesca uscì l'anno successivo con il titolo di Mary.

## Trama
Sulle note della Quinta sinfonia di Beethoven scorrono i titoli di testa.
Un orologio segna l'una e mezza di notte. Un grido lacera il silenzio. In una via fiancheggiata di casupole si accendono le luci e alle finestre  si affacciano incuriositi gli abitanti. Colpi sordi battono sull'uscio di una porta al pianterreno. Doucie e Ted Markham, lei attrice e lui direttore di scena di una piccola compagnia, dormono in una stanza di quella strada. Svegliati dallo strepito scorgono un poliziotto allontanarsi. Si vestono frettolosamente, scendono giù insieme ad un gruppetto di curiosi.
Un agente entra nella casa da cui è partito l'urlo e trova una donna morta, riversa sul pavimento, accanto ad un attizzatoio macchiato di sangue, l'arma del delitto. Si tratta di un'attrice della stessa compagnia della coppia, Edna Druce, ospite di un'altra collega, Diana Baring. Quest'ultima siede in stato confusionale di fronte alla vittima e l'affittacamere racconta che quella sera Diana aveva invitato a cena Edna. C'erano stati dei dissapori fra le due donne e il marito ubriaco di Edna accusa apertamente Diana. Prima che le donne possano farle bere il tè che le hanno preparato, il poliziotto la conduce in carcere.
Nella sua cella all'ombra delle sbarre, Diana pensa a quello che in quel momento sta avvenendo in teatro. È in corso lo spettacolo, una farsa. Le parti delle due assenti sono state affidate a delle sostitute. Nel retroscena entrano ed escono gli attori nei loro travestimenti. I poliziotti nelle pause interrogano Jon Stewart, il protagonista, Gordon Druce che anche in scena fa la parte dell'ubriaco, Handel Fane, prima travestito da donna poi da poliziotto, Ted Markham, il direttore di scena. Dall'interrogatorio non emerge alcun elemento di rilievo capace di scagionare Diana.
Nell'aula del tribunale, il giorno del processo, il pubblico ministero e l'avvocata pronunciano le loro arringhe. Diana afferma di non ricordare e non si difende. Una giuria di dodici componenti, tre donne e nove uomini, ha il compito di emettere il verdetto. Tra i giurati c'è una breve discussione. Tutto nella ricostruzione dell'omicidio sembra inchiodare Diana e i pochi incerti oppongono deboli e insostenibili ragioni. Alla fine solo uno, Sir John Menier, un attore e autore di successo, continua a credere alla sua innocenza, ma su pressione degli altri cede e Diana è condannata all'impiccagione.
La macchina da presa entra nella casa di Sir John: porta esterna, anticamera, porta interna, salotto, bagno. L'autore è intento a radersi allo specchio. La radio trasmette le notizie sul caso Baring seguite  dal preludio dell'opera di Richard Wagner, Tristano e Isotta. Sir John monologa con sé stesso. Lo tormenta il senso di colpa di essersi lasciato convincere a condannare Diana Baring pur non avendo prove evidenti della sua colpevolezza e sente di dover far qualcosa per sapere di più su quel che è veramente avvenuto. Gli viene alla mente con rammarico il giorno in cui Diana si era rivolta a lui chiedendogli di recitare nel suo teatro e lui l'aveva respinta, consigliandole di fare esperienza prima nei teatri di provincia: a quella sorte l'aveva condotta il suo consiglio? Decide di indagare personalmente. Sul giornale legge fra le richieste di lavoro l'annuncio dei Markham, rimasti disoccupati.
Convoca dunque i Markham nel suo studio e offre loro il lavoro: in cambio chiede che lo aiutino ad indagare sul delitto. I Markham sono ben lieti di collaborare, inoltre raccontano dello strano poliziotto intravisto di sfuggita la sera del delitto e non più rivisto successivamente. Ritornano nella camera d'affitto di Diana. Dalla stanza, attraverso la finestra appurano come fosse facile accedere ai camerini del teatro ove recitava la loro compagnia.
L'affittacamere ricorda che quella sera aveva udito la voce acuta di una terza donna che parlava animatamente con Edna. Sir John con un piccolo trucco dimostra che non necessariamente doveva trattarsi di una voce femminile ma sarebbe potuta essere anche quella di un uomo che parlava in falsetto. Nella stanza da letto di Diana egli si commuove trovando il proprio ritratto custodito dalla ragazza gelosamente in mezzo alle cose più care.
Fanno un sopralluogo anche nei camerini: trovano sotto la finestra un lavandino rotto come se qualcuno ci fosse saltato sopra e un portasigarette macchiato di sangue. La notte Sir John prende alloggio in una di quelle camere popolari abitualmente frequentate dagli attori poveri, per immedesimarsi nella loro condizione, e sperimenta un risveglio traumatico e comico. Un'orda di ragazzini urlanti e piagnucolanti, i figli della padrona di casa che lavora con l'ultimo nato in braccio, gli invade la stanza e gli salta sul letto, impedendogli di bere il suo tè.
Sir John va a trovare Diana in prigione: si incontrano nello squallido parlatorio, continuamente sorvegliati. Diana è restia a parlare del suo caso, è rassegnata alla sua sorte ed anzi la preferisce rispetto a continuare la detenzione. Incalzata da Sir John, racconta che quella sera Edna stava dicendo cose che lei non voleva sentire, perciò si era tappata gli orecchi. Si trattava di maldicenze nei confronti di un collega, Handel Fane. Lei era forse innamorata di lui? Impossibile, a causa di talune sue caratteristiche. Anche il portasigarette appartiene a Fane. Ormai per Sir John non ci sono più dubbi sull'identità dell'assassino. Si tratta soltanto di trovare il modo di farlo confessare.
Rintracciato Fane che è ritornato al suo precedente lavoro di trapezista in un circo, gli chiede di prendere parte ad un'audizione, durante la quale a Fane viene proposta da Sir John la lettura di una scena di un nuovo dramma basato proprio sul caso Baring: l'autore spera così di coglierlo in fallo come nell'espediente usato nell'Amleto di Shakespeare, una volta che Fane dovrà completare con parole sue la scena dell'omicidio, lasciata appositamente incompleta.
Fane non si fa ingannare, intuisce che Sir John sospetta di lui e lascia quindi lo studio, con la promessa di ripetere l'audizione quando la sceneggiatura del dramma fosse stata completata. La sera Sir John e Markham vanno al circo dove Fane si esibisce: in camerino Fane è intento a scrivere qualcosa, Sir John vuole parlargli ma quegli rimanda il colloquio dopo il numero. Fane si appresta quindi ad esibirsi vestito in vistosi costumi femminili: sale al trapezio, compie i volteggi previsti e alla fine del numero, consapevole di esser stato scoperto e sentendosi braccato, nell'attonito silenzio del pubblico, prende una fune, crea un cappio, se lo infila al collo e si lascia precipitare nel vuoto. Gli spettatori urlano inorriditi e disordinatamente fuggono. Subito dopo l'accaduto, Sir John legge gli scritti lasciati in camerino da Fane: è la confessione del delitto. Diana è scagionata.
Epilogo. Nell'ultima inquadratura, in un salotto, Diana elegantemente vestita è ricevuta da Sir John che le bacia le mani. La macchina da presa si sposta lentamente fino a rivelare che i due attori stanno recitando su un palcoscenico. Cala il sipario.

## Produzione
Il film fu prodotto da John Maxwell per la British International Pictures; fu distribuito da Wardour.

### Soggetto
Il soggetto nasce da un adattamento di Alfred Hitchcock e Walter Mycroft del romanzo Enter Sir John di Clemence Dane (pseudonimo di Winifred Ashton) e Helen Simpson.

### Sceneggiatura
La sceneggiatura fu affidata ad Alma Reville.

### Cast
La parte della protagonista femminile fu affidata a Norah Baring; Herbert Marshall, attore di teatro già noto e qui in uno dei suoi primi ruoli cinematografici, interpretò il giurato scrupoloso: apprezzato per la sua versatilità tra i ruoli e la voce profonda, egli avrebbe recitato ancora con Hitchcock in altri suoi lavori, come Il prigioniero di Amsterdam. Nella parte di Doucie Markham l'attrice Phyllis Konstam, interprete della nuora Chloe in Fiamma d'amore.

### Riprese
Hitchcock racconta che all'inizio delle riprese i dialoghi non erano ancora del tutto ultimati e allora provò a far improvvisare le battute agli attori: il risultato fu "un cicaleccio disarmonico privo di spontaneità" e l'esperimento fu del tutto abbandonato.
Il film fu girato negli studi di Elstree.

### Sonoro
Fu per Hitchcock la prima esperienza di film bilingue. Oltre alla versione inglese ne dovette girare anche una tedesca per assicurare al film la vendita sul continente.

### Prima
La prima a Londra si ebbe il 27 marzo 1931. 

## Accoglienza
Secondo lo stesso Hitchcock il film ebbe successo a Londra ma era troppo sofisticato per la provincia.

### Critica
Il film è uno dei pochi "a enigma": Hitchcock ha sempre evitato i "whodunit" perché l'interesse sta solo nel finale, si attende semplicemente la risposta a chi sia l'assassino, si passa da un interrogatorio all'altro e l'emozione è pressoché assente.

### Tecnica cinematografica
Il film spicca per alcune "prime volte": 
- è il primo film parlato dell'attore Herbert Marshall che si rivelò eccellente anche per il sonoro;
- è la prima volta che si ricorre al monologo interiore anche se l'idea in teatro era utilizzata da sempre;
- è stato il primo film bilingue;
- infine nella colonna sonora la grande musica classica fa il suo ingresso trionfale.

### Vita e Teatro
Il film è "...una scatola cinese di teatro nel teatro".
Il tema della confusione fra vita e teatro, fra essere e recitare, ritorna continuamente:
- nell'aula dei giurati ciascuno recita una parte,
- nello spettacolo-farsa imbastito dalla compagnia di Diana, gli attori si scambiano i travestimenti,
- ambigua e sfuggente, duplice, è la personalità di Fane,
- la stessa indagine  di Sir John è impostata come una messa in scena,
- la morte in teatro è l'estremo e irripetibile spettacolo dell'assassino,
- l'inquadratura conclusiva pare il lieto fine della storia: in realtà non è altro che una scena su un palcoscenico su cui scende il sipario.[3]

## Omaggi cinematografici
François Truffaut rende omaggio a questo film di Hitchcock nel finale del suo film L'ultimo metrò: come in Omicidio! lo spettatore viene ingannato da una conclusione che immagina appartenere alla storia narrata e che in realtà si svolge ironicamente su un palcoscenico e non è che la scena finale dello spettacolo nello spettacolo.